# Søren Peter Lauritz Sørensen
Søren Peter Lauritz Sørensen, nascut a Havrebjerg el 9 de gener de 1868 i traspassat el 12 de febrer de 1939, va ser un químic danès que va introduir el concepte de pH.

## Biografia
Sørensen era fill d'un agricultor, patia atacs epilèptics i parlava balbucejant. Degut a aquests problemes l'escola es va convertir en una mena de refugi i, després de graduar-se a l'escola secundària de Soro el 1886, va ingressar a la Universitat de Copenhaguen. Sorensen inicialment va estudiar medicina, però després d'estudiar química amb S. M. Jorgensen va canviar cap a la química. Als 21 anys Sørensen ja va demostrar el seu valor acadèmic guanyant una medalla d'or per un assaig sobre els radicals químics. Un segon premi va ser la medalla d'or el 1896 per la seva investigació sobre els compostos d'estronci. Va ser durant aquest període d'estudi en què l'interès de Sørensen va anar orientant-se cap a la recerca en química analítica. 

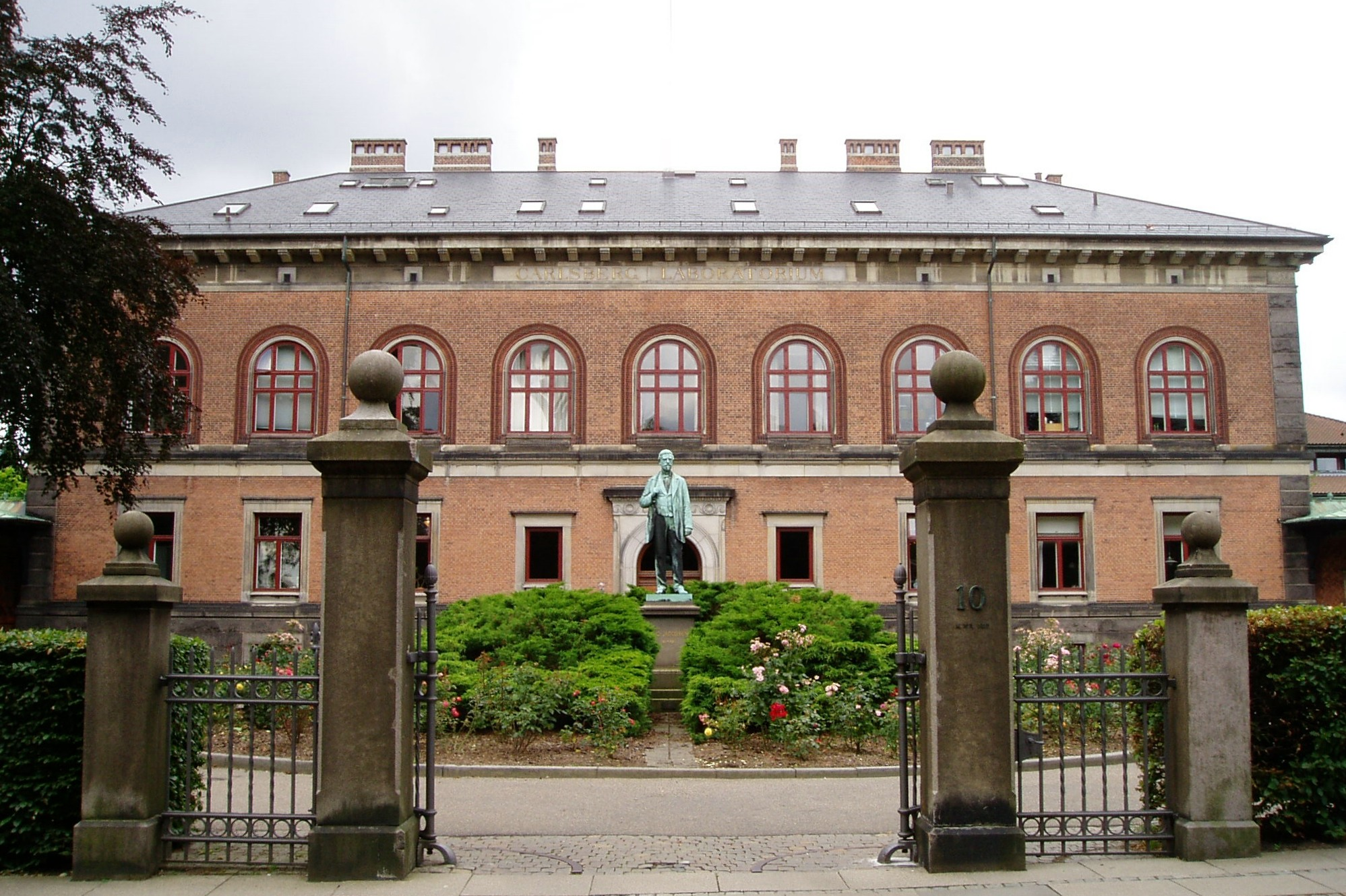
Laboratori Carlsberg

Després de graduar-se en ciències el 1891, va treballar com a assistent en el laboratori de química de l'Institut Politècnic danès, va ser consultor de la Royal Naval Dock Yard, i també va trobar temps per ajudar en un estudi geològic de Dinamarca. El 1899 va rebre el seu doctorat en química, amb una tesi sobre oxalats de cobalt.
Finalment va entrar a treballar al "Laboratori Carlsberg" Arxivat 2008-12-31 a Wayback Machine. on hi va realitzar les seves investigacions més destacades. Sørensen va participar també en investigacions aplicades a la indústria (alcohols, llevat i explosius) i a la medicina (epilèpsia i diabetis). Honors i premis demostren les seves contribucions a la ciència: va ser president de la Societat Científica danesa i membre honorari de diverses societats científiques tant a Europa com als Estats Units.

## Obra
Durant el seu doctorat es va centrar en la química inorgànica però va canviar el seu camp d'estudi quan, el 1901, fou nomenat com a director del prestigiós "Laboratori Carlsberg" Arxivat 2008-12-31 a Wayback Machine. de Copenhaguen. Sørensen, als trenta-tres anys, es va fer càrrec del lloc que havia ocupat Johan Kjeldahl, que havia treballat principalment en bioquímica, i va seguir les investigacions en aquest camp. Es va interessar per les proteïnes i, sobretot pels aminoàcids, aconseguint amb èxit la síntesi de l'ornitina, la prolina, l'arginina, i d'altres. El seu interès en els mètodes d'anàlisi el va portar a noves investigacions sobre el mesurament de la concentració de nitrogen i la millora dels mètodes de valoració.

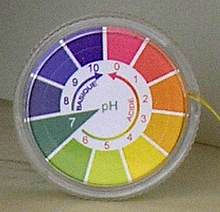
Colors d'un indicador àcid-base en funció de l'escala de pH

Gran part de la fama de Sørensen es recolza en els seus treballs sobre els enzims, en un d'ell, publicat el 1909, el va dur a la fama. En aquest treball va estudiar la força electromotriu per determinar la concentració de cations hidrogen en les dissolucions. Altres investigadors havien suggerit, ja que les concentracions de cations hidrogen podrien utilitzar-se com a indicadors vàlids de l'acidesa o alcalinitat d'una solució, i l'elèctrode d'hidrogen, que permet mesurar-les, s'havia convertit en l'estàndard per tals mesures. Sørensen tractat de simplificar els enutjosos càlculs amb potències de les concentracions, va emprar en el seu treball només l'exponent de la potència de la concentració de cations hidrogen, canviat de signe, per facilitar el treball, és a dir:
pH = -log [H₃O+]
En el treball original la notació de Sørensen va ser PH, però després es va canviar a pH. Amb aquesta nova magnitud va sorgir l'escala de pH, numerada del 0 al 14, en la qual 7 representa una solució neutra, els àcids estan representats per nombres inferiors a 7, i els alcalins o bases pels superiors a 7. Altres científics, com Leonor Michaelis amb el seu llibre sobre la concentració de cations hidrogen, i Arnold Beckman, van ajudar a popularitzar el mètode de pH.
De la tasca metodològica i estudis sobre els enzims es va dirigir, després, a la recerca de les proteïnes, amb l'aplicació de molts dels principis clàssics de la química a la seva descripció i caracterització, i el 1917 havia aconseguit cristal·litzar l'albúmina d'ou, un pas pioner en la caracterització de les proteïnes. Va aconseguir determinar el seu pes molecular emprant mesures de pressió osmòtica. Ell i els seus col·laboradors - entre ells, més tard, la seva esposa, Magrethe Hoyrup Sørensen - va passar a estudi de les proteïnes sèriques, les lipoproteïnes, i els complexos de l'hemoglobina i el monòxid de carboni.

### Obres
- Sørensen, S.P.L. «Enzyme Studies II. The Measurement and Meaning of Hydrogen Ion Concentration in Enzymatic Processes» (en anglès, traducció de l'original en alemany). Biochemische Zeitschrift [Berlín], 21, 1909, pàg. 131-200.